# Adrien Greslon
Adrien Greslon   (Perigús, 27 d'abril de 1618 - març 1697) fou un jesuïta francès, missioner al Canadà i a la Xina.

## Biografia
Adrien Greslon, també citat coma Adrien Grelon o Adriannus Greslon, va néixer el 26 d'abril de 1618 a Aubeterre, departament de Charente (França).
A la Xina va ser conegut amb el nom de Nie Zhongqian (聂 仲迁).
Va entrar a la Companyia de Jesús de Burdeus el 1635
. Va fer de professor de literatura i teologia.
Del 14 d'agost de 1647 al 23 d'agost de 1650 va anar amb els jesuïtes Gabriel Lallemant i Jacques Bonin a fer de missioner a América del Nord, en la zona dels indis Hurons.
El 25 de març de 1654 va sortir de Lisboa amb destí a Macau, on hi va arribar el juny de 1656. Va estudiar manxú i xinès i va tenir diverses destinacions com Canton, Hainan, Nanchang i Hangzhou.
Durant les persecucions del 1655 va ser condemnat i enviat a l'exili. El 1671 va tornar a Jiangxi i després a Pequín.
Durant la seva estada a la Xina va coincidir amb el jesuïta italià Prospero Intorcetta (1626-1696), amb qui, durant la Conferència de Canton, va tenir una curiosa controvèrsia sobre si calia tolerar el vegetarianisme xinès i la discussió de si calia acceptar el baptisme del vegetarians.
Va morir el 3 de març de 1696 en un municipi de la província de Jiangxi.

## Obres
- Histoire de la Chine sous la domination des Tmuirs,Paris,Hénault, 1671 (El manuscrit es conserva a la Biblioteca Nacional de França).
- Les vies des saints patriarches de l'Ancien Testament.